# Listă de guvernatori ai Transilvaniei
Guvernatorul Transilvaniei a fost un vicerege care i-a reprezentat pe monarhii habsburgici în Principatul și Marele Principat al Transilvaniei între 1691 și 1867. 

## Guvernatorii PrincipatuluiTransilvania
- Gheorghe Bánffy (1691-1708)
- Ștefan Haller (1709-1710)
- Ștefan Wesselényi (1710-1713)
- Sigismund Kornis (1713-1731)
- Ștefan Wesselényi (1731-1732)
- Francisc Anton Wallis (1732-1734)
- Ioan Haller (1734-1755)
- Francisc Venceslav Wallis (1755-1758)
- Ladislau Kemény (1758-1762)
- Adolf Buccow (1762-1764)
- Andrei Hadik (1764-1765)

## Guvernatorii Marelui Principat alTransilvaniei
- Andrei Hadik (1765-1767)
- Carol O'Donell (1767-1770)
- Maria Iosif Auersperg (1771-1774)
- Samuel Brukenthal (1774-1775, 1776-1787)
- Gheorghe Bánffy al II-lea (1787-1822)
- Ioan Jósika (1822-1834)
- Ferdinand d'Este (1835-1837)
- Ioan Kornis (1838-1840)
- Iosif Teleki (1842-1848)
- Emeric Mikó (1849)
- Ludovic Wohlgemuth (1849-1851)
- Carol Borromäus Schwarzenberg (1851-1858)
- Frederic de Liechtenstein (1858-1861)
- Emeric Mikó (1860-1861)
- Ludovic Folliot de Crenneville (1861-1867)

În anul 1867 Marele Principat al Transilvaniei a fost desființat prin hotărârea Dietei țării, care a hotărât unirea cu Ungaria.